# Seleção Austríaca de Rugby Union
A Seleção Austríaca de Rugby Union é a equipe que representa a Áustria em competições internacionais de Rugby Union.

## Ligações Externas
- http://rugbydata.com/austria